# Igor Penov
Igor Penov (in macedone Игор Пенов?; Skopje, 5 ottobre 1984) è un cestista macedone.

## Palmarès
- Campionato macedone: 1

MZT Skopje: 2011-12
- Coppa di Macedonia: 3

MZT Skopje: 2012, 2018
Karpoš Sokoli: 2017